# Виконт Даун
Виконт Даун (англ. Viscount Downe) — наследственный титул в системе Пэрства Ирландии, созданный дважды в истории.

## История
Впервые титул виконта Дауна был создан 19 июля 1675 года для Уильяма Дюси, 3-го баронета Дюси (ок. 1612—1679). В 1679 году после смерти последнего титул прервался.
Вторично титул виконта Дауна был воссоздан 19 февраля 1680 года для Джона Доуни (1625—1695). Ранее он представлял в Палате общин Англии Йоркшир (1660—1661) и Понтефракт (1661—1690). Его сын, Генри Доуни, 2-й виконт Даун (1664—1741), также представлял Понтефракт (1690—1695) и Йоркшир (1698—1701, 1707—1727) в Палате общин. Его внук, Генри Доуни, 3-й виконт Даун (1727—1760), заседал в Палате общин от Йоркшира (1750—1760), но скончался от ран, полученных в битве при Кампене в 1760 году. Ему наследовал его младший брат, Джон Доуни, 4-й виконт Даун (1728—1780), который представлял в Палате общин Сайренсестер (1754—1768) и Малтон (1768—1774).
Его сын, Джон Доуни, 5-й виконт Даун (1764—1832), заседал в Палате общин от Питерсфилда (1787—1790) и Вуттона Бассетта (1790—1796). В 1797 году для него был создан титул барона Доуни из Коуика в графстве Йоркшир (Пэрство Великобритании). В 1832 году после смерти последнего титул барона Доуни угас, а титул виконта унаследовал его младший брат, Уильям Доуни, 6-й виконт Даун. Его сын, Уильям Доуни, 7-й виконт Даун, был членом парламента от Ратленда (1841—1846). Его сын, Хью Ричард Доуни, 8-й виконт Даун, был генерал-майором британской армии, участвовал в Англо-зулусской войне 1879 года и во Второй Англо-бурской войне. В 1897 году для него был создан титул барона Доуни из Дэнби в Северном Йоркшире (Пэрство Соединённого королевства), что дало ему и его потомкам автоматическое место в Палате лордов до принятия Палатой лордов акта 1999 года.
По состоянию на 2025 год, носителем титула является его потомок, Ричард Генри Доуни, 12-й виконт Даун (род. 1967), который наследовал своему отцу в 2002 году.
Достопочтенный Гай Доуни (1848—1889), четвертый сын 7-го виконта Дауна, был военным и консервативным политиком.
Сэр Кристофер Доуни, 1-й баронет из Коуика (ок. 1620—1644), старший брат Джона Доуни, 1-го виконта Дауна. В 1642 году получил титул баронета из Коуика.

## Виконты Даун, первая креация (1675)
- 1675—1679: Уильям Дюси, 1-й виконт Даун (ок. 1612 — 9 сентября 1679), сын сэра Роберта Дюси, 1-го баронета (1575—1634), 3-й баронет Дюси с 1656/1657 года.

## Виконты Даун, вторая креация (1680)

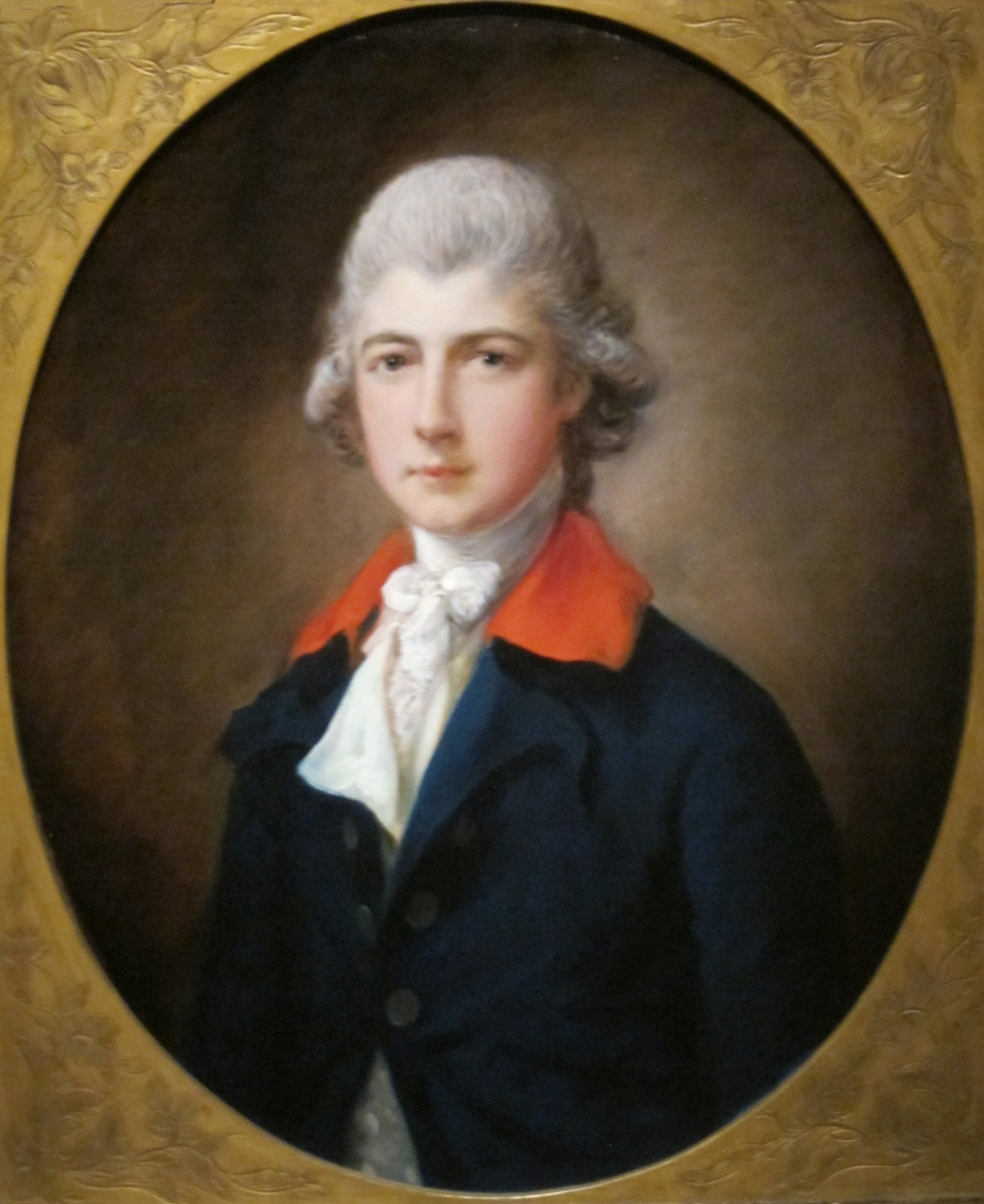
Джон Доуни, 5-й виконт Даун (1764—1832)

- 1680—1695: Джон Доуни, 1-й виконт Даун (25 января 1625 — 1 октября 1695), сын Джона Доуни (ум. 1629/1630);
- 1695—1741: Генри Доуни, 2-й виконт Даун (7 июня 1664 — 21 мая 1741), единственный сын предыдущего;
  - Достопочтенный Джон Доуни (8 декабря 1686 — 12 августа 1740), единственный сын предыдущего;
- 1741—1760: Подполковник Генри Плейделл Доуни, 3-й виконт Даун (8 апреля 1727 — 9 декабря 1760), старший сын предыдущего;
- 1760—1780: Джон Доуни, 4-й виконт Даун (9 апреля 1728 — 21 декабря 1780), младший брат предыдущего;
- 1780—1832: Джон Кристофер Бартон Доуни, 5-й виконт Даун (15 ноября 1764 — 18 февраля 1832), старший сын предыдущего;
- 1832—1846: Уильям Доуни, 6-й виконт Даун (20 августа 1772 — 23 мая 1846), младший брат предыдущего
- 1846—1857: Уильям Доуни, 7-й виконт Даун (15 мая 1812 — 26 января 1857), старший сын предыдущего
- 1857—1924: Генерал-майор Хью Ричард Доуни, 8-й виконт Даун (20 июля 1844 — 21 января 1924), старший сын предыдущего
- 1924—1931: Джон Доуни, 9-й виконт Даун (23 мая 1872 — 1 декабря 1931), старший сын предыдущего
- 1931—1965: Ричард Доуни, 10-й виконт Даун (16 мая 1903 — 8 декабря 1965), старший сын предыдущего
- 1965—2002: Джон Кристиан Джордж Доуни, 11-й виконт Даун (18 января 1935 — 15 марта 2002), старший сын предыдущего
- 2002 — настоящее время: Ричард Генри Доуни, 12-й виконт Даун (род. 9 апреля 1967), единственный сын предыдущего
  - Наследник: Томас Пайан Доуни (род. 24 июля 1978), единственный сын достопочтенного Джеймса Ричарда Доуни (1937—1991), двоюродный брат предыдущего.